# Seguendo la flotta
Seguendo la flotta (Follow the Fleet) è un film del 1936 diretto da Mark Sandrich.
È il quinto film che vede insieme la coppia Fred Astaire e Ginger Rogers, già diretti da Sandrich in Cerco il mio amore (The Gay Divorcee) e Cappello a cilindro (Top Hat). L'altra coppia di protagonisti è interpretata da Randolph Scott e da Harriett Hilliard. In due piccoli ruoli, anche Lucille Ball e Betty Grable.

## Trama
Bake, arruolatosi in marina per dimenticare Sherry, la sua partner di danza, torna dopo qualche tempo a San Francisco al seguito della flotta. Sbarca insieme all'amico Bilge e, con altri marinai, si reca al Paradise, una sala da ballo. Al contrario di quello che gli aveva raccontato Sherry che gli aveva vantato una carriera fulminante, scopre che la ragazza lavora molto più modestamente lì. I due riprendono il loro rapporto e Bake promette alla ragazza di intercedere presso un importante agente per trovarle una scrittura migliore, dato che in una sola sera è riuscito a farle perdere il lavoro al locale.

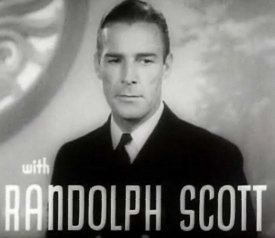
Bilge (Randolph Scott)

Bilge, nel frattempo, ha conosciuto la sorella di Sherry, Connie, una maestra di musica molto contegnosa ed estranea all'ambiente dello spettacolo. Ma Kitty Collins, una delle ragazze del Paradise, la riveste e la trucca, spedendola poi in sala. Bilge, quando la rivede, neanche la riconosce e comincia a farle la corte. La ragazza si innamora del marinaio, lo porta a casa sua e gli mostra il modellino di una nave che ha ereditato dal padre, una sorta di relitto che lei sogna di rimettere in mare. Bilge, però, non vuole legami e lascia Connie con la scusa che deve tornarsene sulla nave entro mezzanotte. Fuori, però, lo attende Iris, ricca divorziata e amica di Sherry, che lo ha adocchiato e che se lo porta via in macchina. Il giorno dopo, la flotta riparte senza preavviso con tutti i suoi marinai.
Sherry, furibonda, vede sfumare l'incontro con l'agente promessole da Bake. 

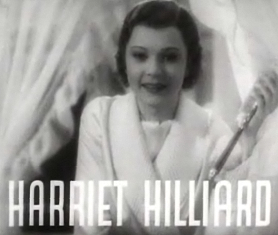
Connie (Harriet Hilliard)

Connie, intanto, si immalinconisce per la partenza di Bilge che la sera precedente le aveva confessato il suo sogno di diventare capitano: decide allora di metter mano a tutti i suoi risparmi per far riparare la nave. Insieme alla sorella, si reca da un vecchio amico del padre cui chiede aiuto. Con i soldi messi da parte dalle due sorelle e con un po' di buona volontà da parte degli operai dei cantieri, la nave ritorna a nuova vita. Torna anche la flotta. E tornano Bake e Bilge. Quest'ultimo ha sostenuto gli esami per il brevetto di capitano, Bake invece vuole mantenere la promessa di trovare un buon lavoro a Sherry. Si presenta all'agente cui deve chiedere di occuparsi della ragazza, ma l'uomo  in quel momento è occupato con un provino. Bake non sa che la show girl che si è presentata è proprio Sherry e, sentendo dire dall'assistente dell'agente che quella è proprio una cannonata, procura di rovinarle il provino versando in un bicchiere d'acqua a lei destinato del bicarbonato in quantità industriale. Quando la ragazza si rimette a cantare, ha dei problemi con la voce e il contratto, che era già pronto, va in fumo.
La sera, Bake vede finalmente Sherry e tutto contento le racconta quello che ha fatto, facendola infuriare ancora di più. Intanto Connie si rende conto che Bilge, per cui lei ha fatto rimettere a nuovo la nave, ha invece una relazione con Iris.

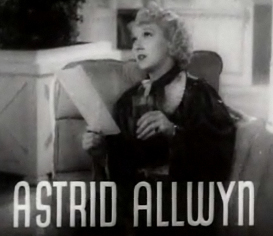
Iris Manning (Astrid Allwyn)

Bake, allora, organizza una messa in scena: farà recitare a Iris, ex ballerina con ancora delle velleità artistiche, un copione predisposto da lui, imbrogliando Bilge che crederà di essere stato tradito dalla donna. Il piano fila alla perfezione e Bilge molla la ricca amante, tornando disponibile per Connie. Intanto, per pagare i debiti della nave, Bake - sempre molto creativo - decide di organizzare uno spettacolo sulla tolda: i costumi e le scene glieli fornirà sottobanco il suo amico, assistente all'agenzia teatrale, lui e le ragazze metteranno invece insieme un corpo di ballo.
La sera dell'inaugurazione, a Bake viene negato il permesso di scendere a terra, ma lui riesce a prendere la scialuppa che porta i marinai in terraferma e a sbarcare. Lo spettacolo ha un grande successo: al gala interviene anche l'agente teatrale che offre ai danzatori una scrittura: Sherry dichiara che accetterà solo se Bake lascerà la marina ma, soprattutto, se vorrà ancora sposarla.

## Produzione
Il film fu prodotto dalla RKO Radio Pictures

## Distribuzione
Distribuito dalla RKO Radio Pictures, il film uscì nelle sale cinematografiche USA il 20 febbraio 1936 con il titolo originale Follow the Fleet. Il 1º ottobre 1953, ne fu distribuita una riedizione rimontata di 80 minuti (a confronto del 110 dell'edizione originale).